# Parentalia

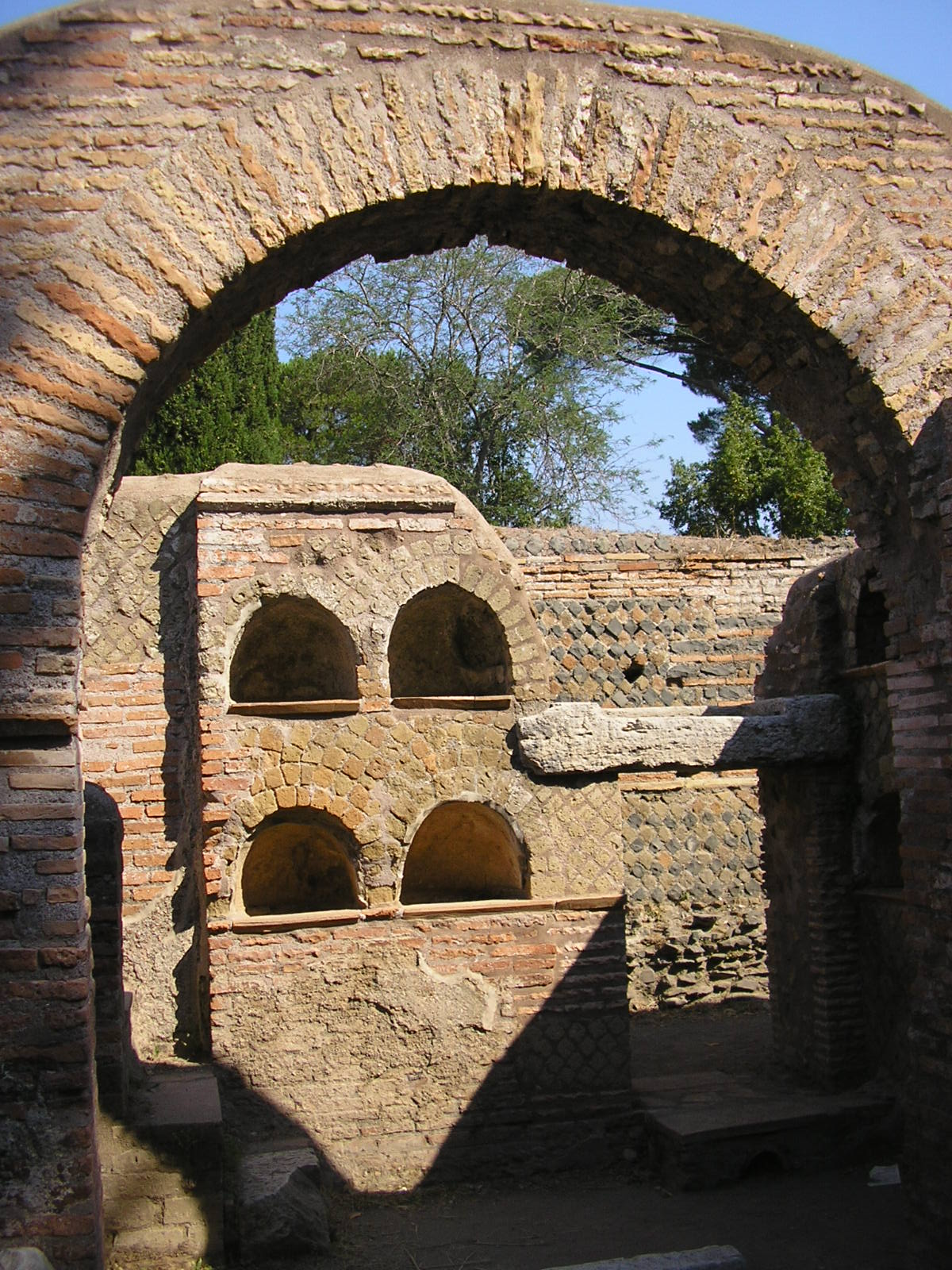
Per la Parentàlia els romans visitaven els cementiris, com aquest d'Ostia Antica

Les festes parentals o Parentalia eren festes fúnebres que se celebraven a l'antiga Roma tots els anys del 13 al 21 de febrer en honor dels difunts d'una família (parentiu), que també va adquirir un vessant col·lectiu, en memòria de tots els morts del país.

## Activitats de laParentalia
En aquestes ocasions, es reunien els parents i amics dels morts, visitaven les tombes i s'hi realitzaven sacrificis. També feien ofrenes de llet, vi, mel i farina i celebraven festins.
El primer dia de la festa (el 13), una verge vestal realitzava l'obertura dels ritus públics en honor del col·lectiu d'avantpassats dels romans, davant la "Tomba de la Vestal Tarpeia".
Segons Mary Beard, la resta de la Parentàlia era essencialment de caràcter domèstic i familiar.
Ovidi descriu ofrenes sagrades (sacrificia) de garlandes de flors, blat, sal, pa amarat en vi i violetes per les "ombres dels morts" (manes) o en Sext Pompeu Fest pels di manes ("els esperits bons") davant les tombes familiars de la necròpolis extramurs, per l'enfortiment de les obligacions mútues i els llaços protectors entre els vius i els morts. Aquest era un deure legal del paterfamilias (cap de família).
Des de la Parentalia a la Carístia es tancaven tots els temples, els casaments estaven prohibits, i "els magistrats apareixien sense les seves insígnies" (implicant que no es podia fer cap treball oficial). W. Warde Fowler descriu la Parentalia com "pràcticament, la renovació anual del ritu dels enterraments."

## Relació amb la Feràlia
Les Parentalia acabaven el 21 de febrer (altres versions parlen del 22) amb els ritus de mitjanit de la Feràlia, la veritable festa dels morts. Es creia que aquest dia les ànimes dels morts es podien moure lliurement entre els vius.
Era quan els paterfamilias assenyalaven els malèvols aspectes destructius dels seus manes. La Feràlia era un ritual per aplacar els manes i també un exorcisme per fer-los fora de les cases si era possible. Ovidi pensava que era una celebració més rural, primitiva i antiga que la mateixa Parentalia, pertanyent a una època en què els morts s'enterraven a dins les cases. Sembla haver funcionat com un ritual de neteja per a l'endemà, la festa de la Carístia, quan la família mantenia un banquet informal per celebrar l'amistat entre ells i els seus benèvols morts ancestrals (lars).
El culte col·lectiu dedicat als manes i als antics di parentes implica que a poc a poc es va anar passant del culte individual pels avantpassats directes cap al culte col·lectiu de tots els avantpassats del poble romà. Però, més endavant durant l'època imperial, es van donar casos d'intentar tornar al culte més personalitzat. Va aparèixer el concepte de numen diví i es va distingir entre els dos tipus de culte.
L'últim dia de les festes s'honrava als manes (esperits dels avantpassats) i es feia un sacrifici en honor de la deessa Mània o Tàcita, considerada la senyora de la mort. Ovidi narra un ritual dedicat a aquesta Tàcita. En la descripció del ritual, una dona gran, envoltada de noies, fent servir tres dits dipositava uns bocins d'encens a l'entrada d'una ratera, després mentre mormolava una invocació a la deessa anava teixint una xara de llana de color fosc, en acabar es ficava a la boca set mongetes negres i les anava rosegant. La descripció d'aquest ritual fa pensar que podria haver-se generat a partir d'un mite etiològic, que es repeteix en la llegenda de la nimfa Lala o Lara, germana de Juturna, la qual fou castigada per Júpiter, a la qui la va tallar la llengua per haver revelat a Juno la seva història d'amor amb Juturna. D'acord amb aquest mite, els lares serien bessons nascuts d'ella a conseqüència de la violació fatal de Mercuri quan la duia cap a l'Hades per ordre de Júpiter.
A causa de la celebració d'aquestes festes al febrer, aquest mes es tenia per poc propici per realitzar altres activitats de caràcter alegre.